# Daphne mezereum
Il mezereo (Daphne mezereum L., 1753), chiamato anche fior di stecco perché genera i fiori su rami nudi all'apparenza secchi, è una pianta di tipo arbustivo appartenente alla famiglia delle Thymelaeaceae.

## Etimologia
Il nome generico di questa pianta (Daphne) lo troviamo usato per la prima volta negli scritti del medico, botanico e farmacista greco antico che esercitò a Roma di nome Dioscoride Pedanio (Anazarbe in Cilicia, 40 circa - 90 circa). Probabilmente nel nominare questa ed altre piante dello stesso genere si ricordò della leggenda di Apollo e Dafne. Il nome  Daphne in greco significa “alloro” e le foglie di queste piante sono molto simili a quelle dell'alloro.

Dafne era figlia del dio-fiume Peneo e Apollo se ne innamorò, non ricambiato. La ninfa fuggì inseguita dal dio e, quando stava per essere raggiunta, supplicò il padre di trasformarla in modo da sottrarsi al dio. Il padre acconsentì e la trasformò in alloro. Apollo, non potendo avere l'amore della fanciulla, fece del lauro la sua pianta sacra e se ne adornò il capo. 
Anticamente in Grecia, legate al culto di Apollo Dafnefòro (portatore di Lauro) si celebravano le Dafnefòrie. Queste feste erano particolarmente solenni a Tebe ed a Delfi dove, una processione di nobili giovani, si recava a Tempe (stretta valle della Grecia settentrionale vicino al monte Olimpo), rifacendo il mitico cammino di Apollo dopo l'uccisione del serpente Pitone.
L'epiteto specifico (mezereum) deriva invece da una radice araba e significa “mortale”, in riferimento alla velenosità della pianta.

Il binomio scientifico completo è stato definito da Carl von Linné (Rashult, 23 maggio 1707 – Uppsala, 10 gennaio 1778), biologo e scrittore svedese, considerato il padre della moderna classificazione scientifica degli organismi viventi, nella pubblicazione Species Plantarum del 1753.

I tedeschi chiamano questa pianta col nome di Gewohnlicher Seidelbast, oppure Kellerhals, oppure Zilande; mentre i francesi la  chiamano Daphne mezereon, oppure Bois gentil, ma anche Jolibois; mentre gli anglosassoni la chiamano Spurge Olive.

## Descrizione

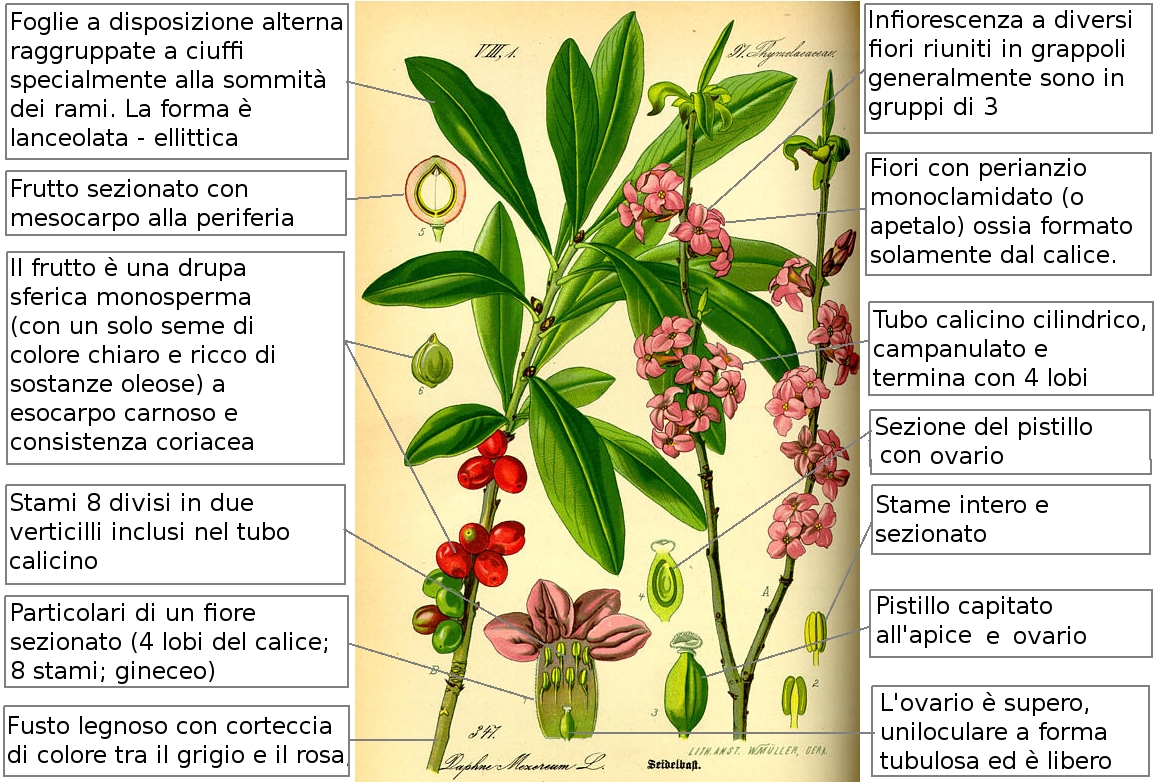
Descrizione delle parti della pianta

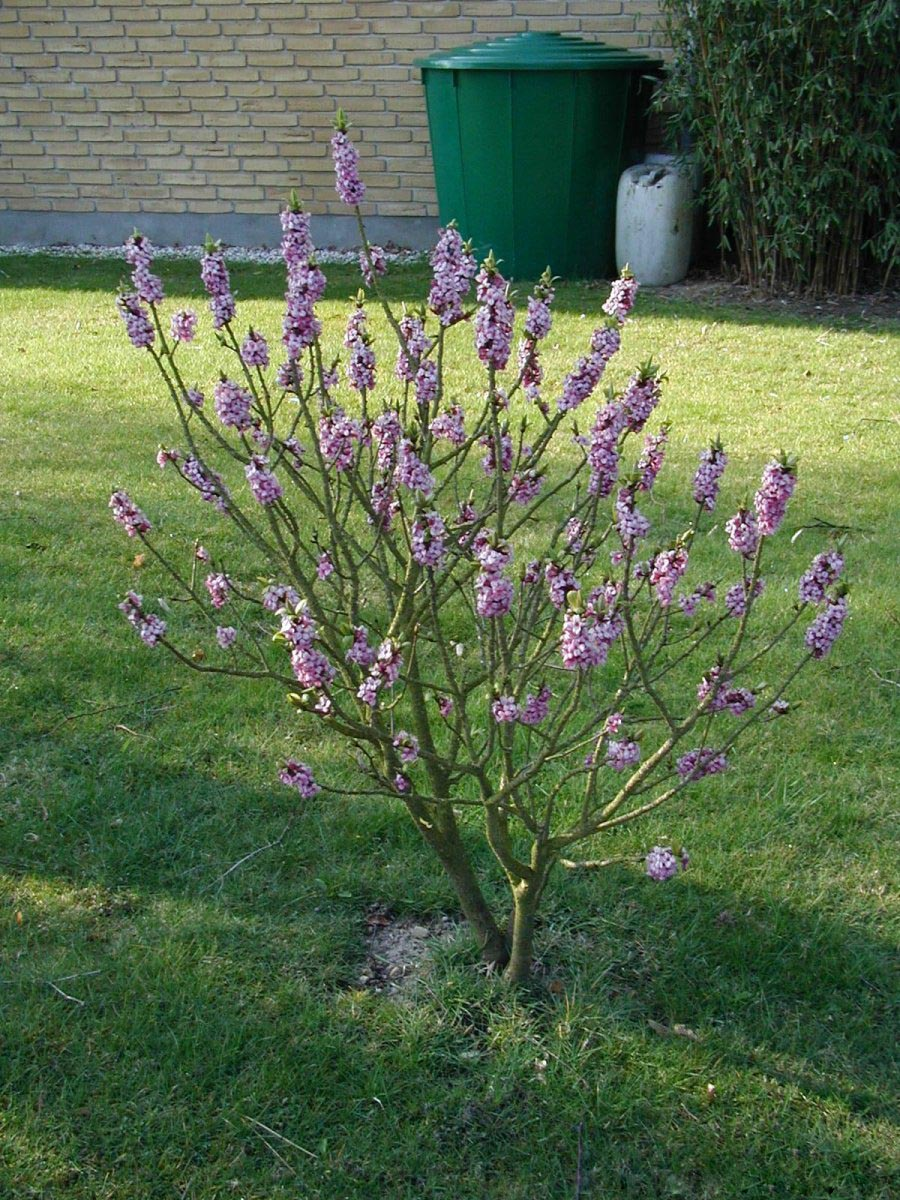
Il portamento

È un piccolo arboscello eretto la cui altezza varia dai 30 ai 70 cm (massimo 100 cm).  La forma biologica è nano-fanerofita (NP), sono piante legnose con gemme svernanti poste tra i 30 cm e  un metro dal suolo.

### Fusto
Il fusto è legnoso e la corteccia ha un colore tra il grigio e il rosa. I rami laterali sono abbastanza consistenti e presentano delle piccole protuberanze lasciate dalle foglie cadute la stagione precedente.

### Foglie

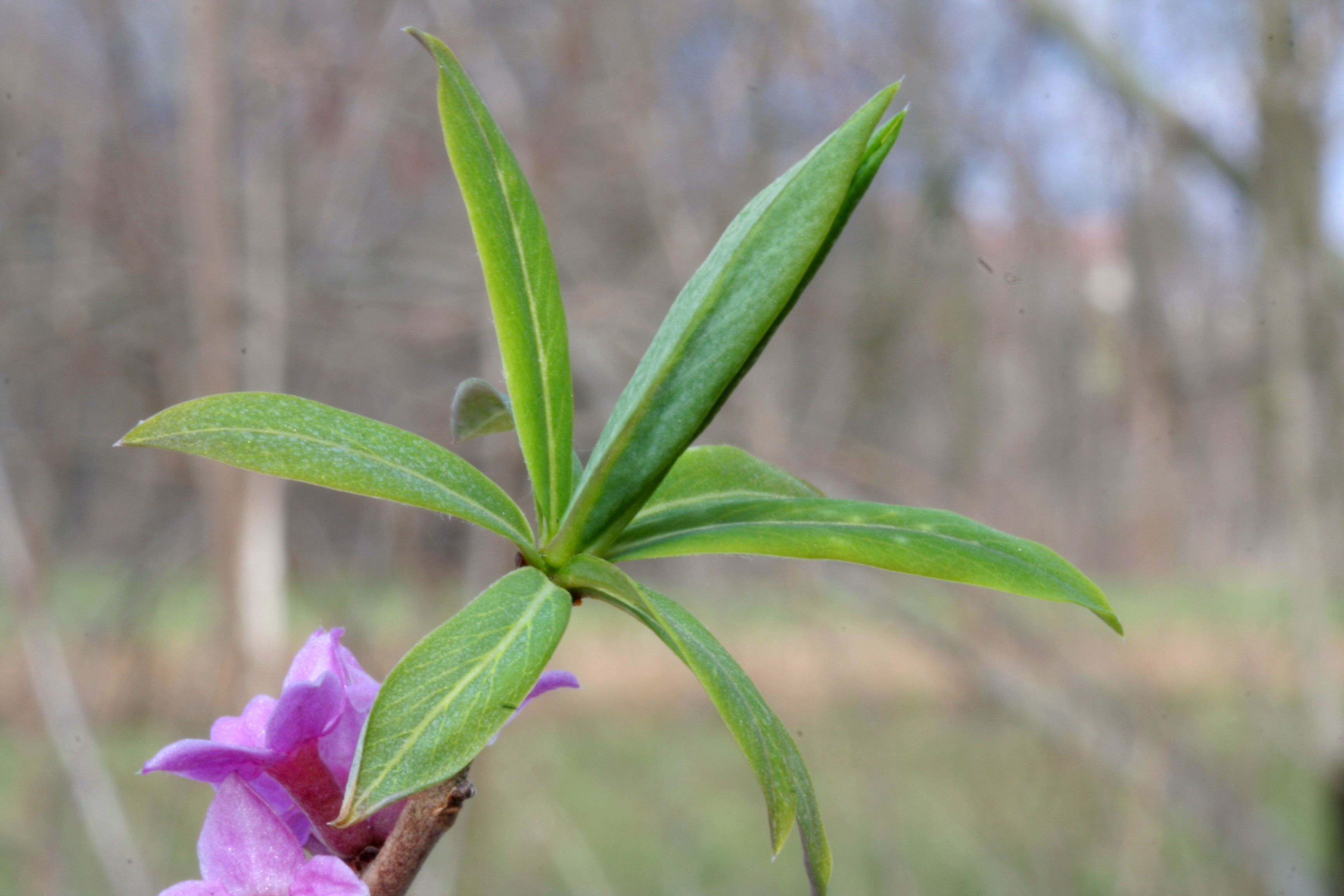
Ciuffo di foglie terminale. Località : Pasa, Sedico (BL), 356 m s.l.m. - 19/3/2009

Le foglie si formano nella precedente annata e sono caduche, intere e senza stipole e ocrea e sono inoltre brevemente picciolate. La disposizione lungo il fusto è alterna e sono raggruppate a ciuffi specialmente alla sommità dei rami. La forma è lanceolata piuttosto allungata, in particolare le foglie inferiori sono ellittiche, mentre le superiori sono oblanceolato-spatolate. La superficie è glabra e sono glauche sulla pagina inferiore. Dimensione media delle foglie: larghezza 7 – 14 mm; lunghezza 50 – 60 mm.

### Infiorescenza

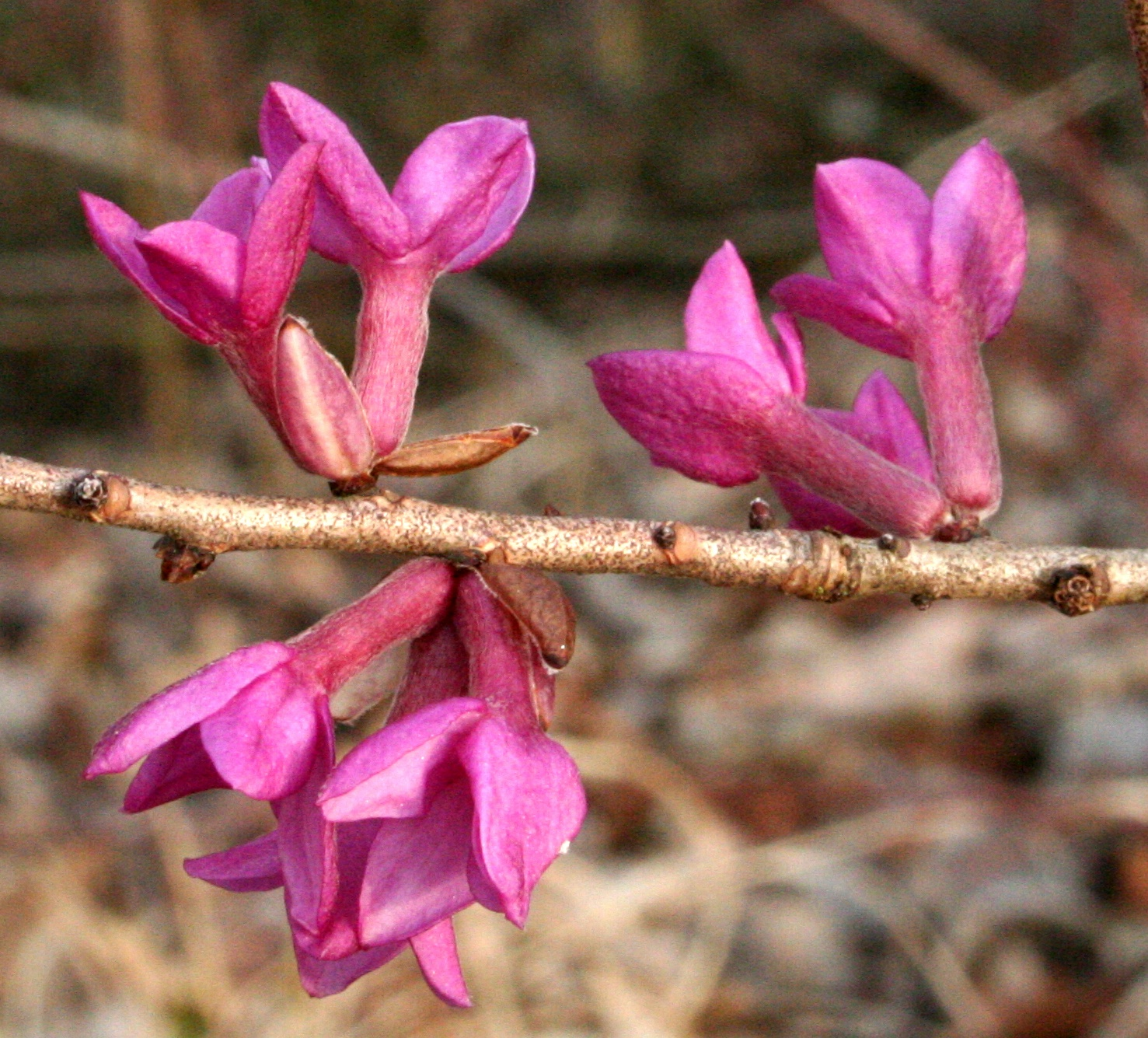
Infiorescenza a gruppi di 3 fiori. Località : Noal, Trichiana (BL), 514 m s.l.m. - 27/2/2007

L'infiorescenza si compone di diversi fiori riuniti in grappoli o fascetti laterali; generalmente sono in gruppi di 3 all'ascella delle foglie.

### Fiori

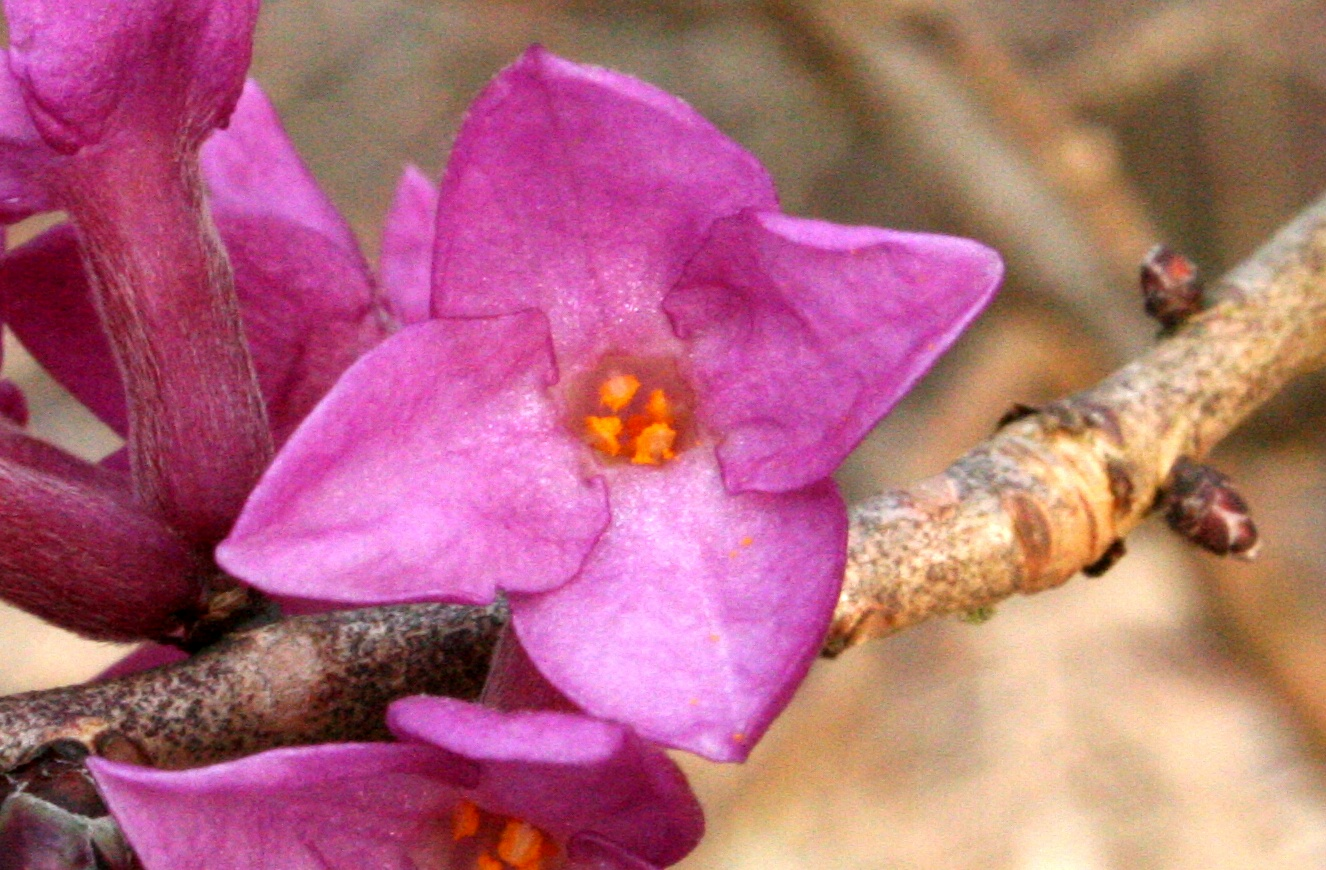
Il fiore. Località : Noal, Trichiana (BL), 514 m s.l.m. - 27/2/2007

La caratteristica principale dei fiori di questa pianta (ma anche del genere e in definitiva della famiglia) è l'assenza di un perianzio completo (perianzio diclamidato): il perianzio è monoclamidato (o “apetalo”) ossia è formato solamente dal calice. La funzione vessillifera è svolta quindi dai sepali che sono colorati ed hanno una forma più vicina ai petali che ai sepali veri e propri che in questo caso si dicono petaloidi. I fiori sono tetrameri (a 4 parti), il perianzio è caduco e di colore roseo forte o rosso-purpureo (raramente bianco), sono inoltre ermafroditi e attinomorfi. Dimensione del fiore: 7 – 10 mm.
- Formula fiorale:

* K (4), A 4+4, G 1 (ovario supero)

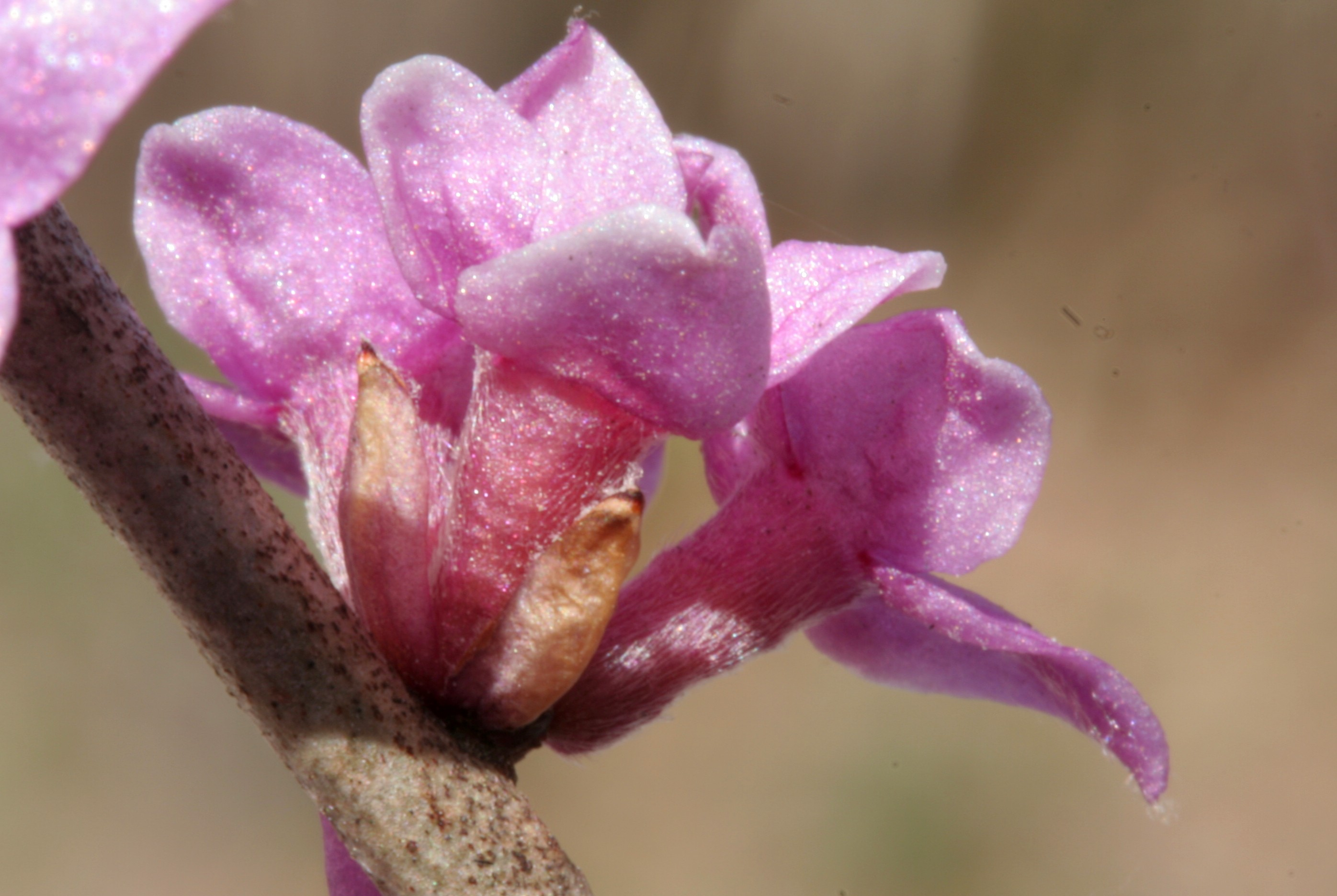
Calice con brattee membranose. Località : Pasa, Sedico (BL), 356 m s.l.m. - 19/3/2009

- Calice: il tubo calicino è cilindrico, un po' campanulato e termina con 4 lobi (lacinie lanceolate oppure ovate). Esternamente è delimitato da setole seriacee (o brattee membranose). Lunghezza del tubo calicino: 7 mm. Dimensione delle lacinie: larghezza 3 – 4,5 mm; lunghezza 5 – 6,5 mm.
- Androceo: gli stami sono 8 divisi in due verticilli e sono inclusi nel tubo calicino. Non sono saldati fra di loro, ma sono liberi.
- Gineceo: lo stimma è quasi sessile ed è capitato all'apice. L'ovario è supero, uniloculare, ha una forma tubulosa ed è libero (non aderente agli organi di supporto).
- Fioritura: la fioritura è abbastanza precoce tra febbraio e maggio; i fiori appaiono prima delle foglie.
- Impollinazione: per questa specie è possibile una autoimpollinazione, ma contemporaneamente i fiori sono molto profumati con del nettare secreto alla base dell'ovario per cui è senz'altro possibile anche una impollinazione entomofila (generalmente lepidotteri – farfalle e api).

### Frutti

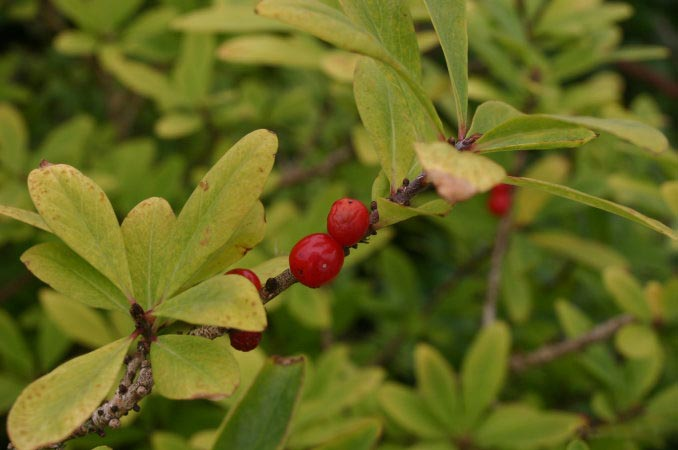
Il frutto

Il frutto è una drupa sferica monosperma (con un solo seme di colore chiaro e ricco di sostanze oleose) a esocarpo carnoso e consistenza coriacea; ha l'aspetto di una bacca rosso-corallo a superficie liscia (l'involucro esterno non è spinoso o rugoso). Il frutto non è avvolto dal perianzio. La bacca si appoggia su un peduncolo pubescente lungo 1 mm. Diametro della bacca : 9 – 10 mm. Le bacche pur essendo velenose sono mangiate dai tordi (uccelli) che evidentemente sono immuni dal veleno; in questo modo disperdono i semi della pianta con i loro escrementi.

## Distribuzione e habitat
- Geoelemento: il tipo corologico (area di origine) è Eurosiberiano.
- Distribuzione: in Italia questa specie è diffusa su tutto il territorio (escluse le isole). Sulle Alpi è comune, altrove più rara. Fuori dall'Italia si trova in Europa (su quasi tutti i rilievi) e in Asia (zone temperato-fredde e temperate). In America questa specie si trova nelle regioni nord-orientali ma è avventizia.
- Habitat: questa pianta cresce di preferenza su suoli calcarei e terreni umidi dominati dalla vegetazione del rododendro, dell'ontano, del nocciòlo, delle faggete, dei castagneti, boschi montani in genere e brughiere subalpine. Il substrato preferito è sia calcareo che siliceo, con pH neutro-basico e medi valori nutrizionali del terreno che deve essere mediamente umido.
- Distribuzione altitudinale: dai 500 fino ai 1800 m s.l.m. (raramente sotto i 100 m s.l.m. e fino ai 3000 m s.l.m.); sui rilievi quindi frequenta i seguenti piani vegetazionali:  collinare, montano e subalpino.

## Fitosociologia
Dal punto di vista fitosociologico la specie di questa scheda  appartiene alla seguente comunità vegetale:
Formazione : comunità forestali
Classe : Carpino-Fagetea
Ordine : Fagetalia sylvaticae
Alleanza : Fagion sylvaticae

## Tassonomia
Il genere Daphne comprende circa 100 specie di cui una decina sono presenti nella flora spontanea italiana.

Il genere normalmente viene diviso in sezioni in base ai caratteri più fluttuanti (come la disposizione delle foglie lungo il fusto, o la loro persistenza o caducità, oppure in base alla lunghezza del tubo calicino, ecc.); questa specie appartiene alla sezione Mezereum (le altre sono Genkwa e Daphnantes) caratterizzata soprattutto dalla caducità delle foglie.

### Sottospecie
Sono note le seguenti sottospecie:
- Daphne mezereum subsp. mezereum
- Daphne mezereum subsp. rechingeri (Wendelbo) Halda

### Ibridi
È noto il seguente ibrido interspecifico:
- Daphne × houtteana Lindley & Paxton, 1851 (D.mezereum × Daphne laureola)

## Usi
Tutte le parti di questa pianta sono molto tossiche (specialmente le bacche). Il suo succo ad esempio produce una forte azione irritante e produce delle vesciche sulla pelle. Le bacche se sono ingerite possono causare dei sintomi simili al soffocamento.

### Farmacia
- Sostanze presenti: nelle varie parti della pianta è contenuta una “resina acridica”, chiamata mezerina, ma anche un glucoside amaro e velenoso denominato dafnina (è un “glucoside cumarinico” formato da due composti: glucosio e dafnetina).
- Proprietà curative: anticamente gli estratti di questa pianta venivano usati come purganti, vescicanti (uso esterno) e per i dolori reumatici. In tempi più recenti dalla corteccia si ricavano diuretici e stimolanti da usarsi sempre sotto stretto controllo medico.
- Parti usate: soprattutto la corteccia (fresca o macerata nell'acqua o nell'aceto) dalla quale si ricavano sostanze alcooliche.

### Giardinaggio
Questa specie (compresi anche alcuni ibridi) è largamente usata nel giardinaggio rustico di tipo roccioso o alpino. Queste piante si moltiplicano facilmente dai semi, ma hanno una germinazione e vegetazione piuttosto lenta nel tempo, per questo è da preferire il ricorso alla talea.

### Industria
L'industria ricava da questa piante dei coloranti (giallo e verde-bruno dalle foglie) e dell'olio (il seme contiene fino al 30% di oli grassi)

## Galleria d'immagini

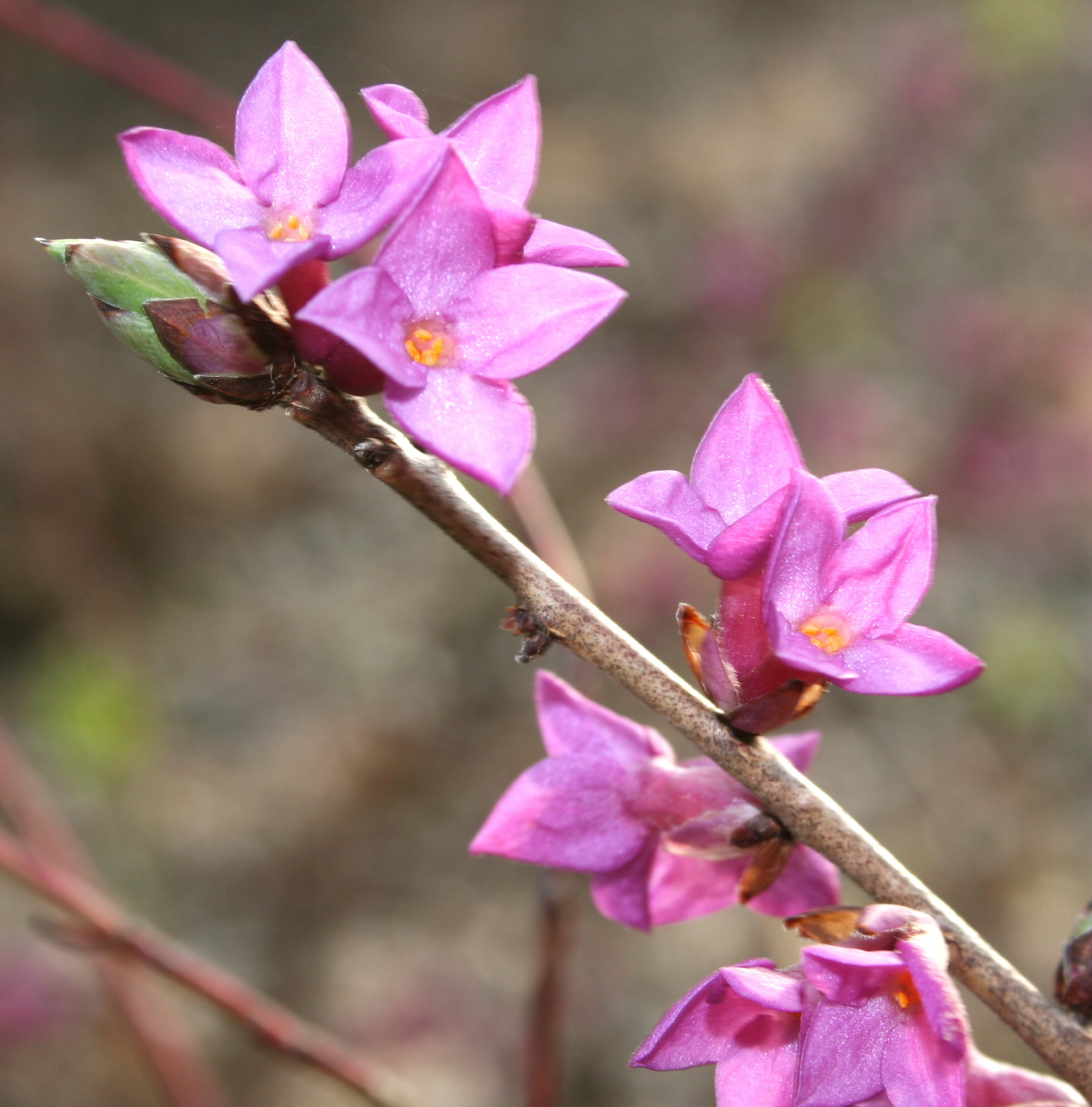
Località : Noal, Trichiana (BL), 514 m s.l.m. - 27/2/2007
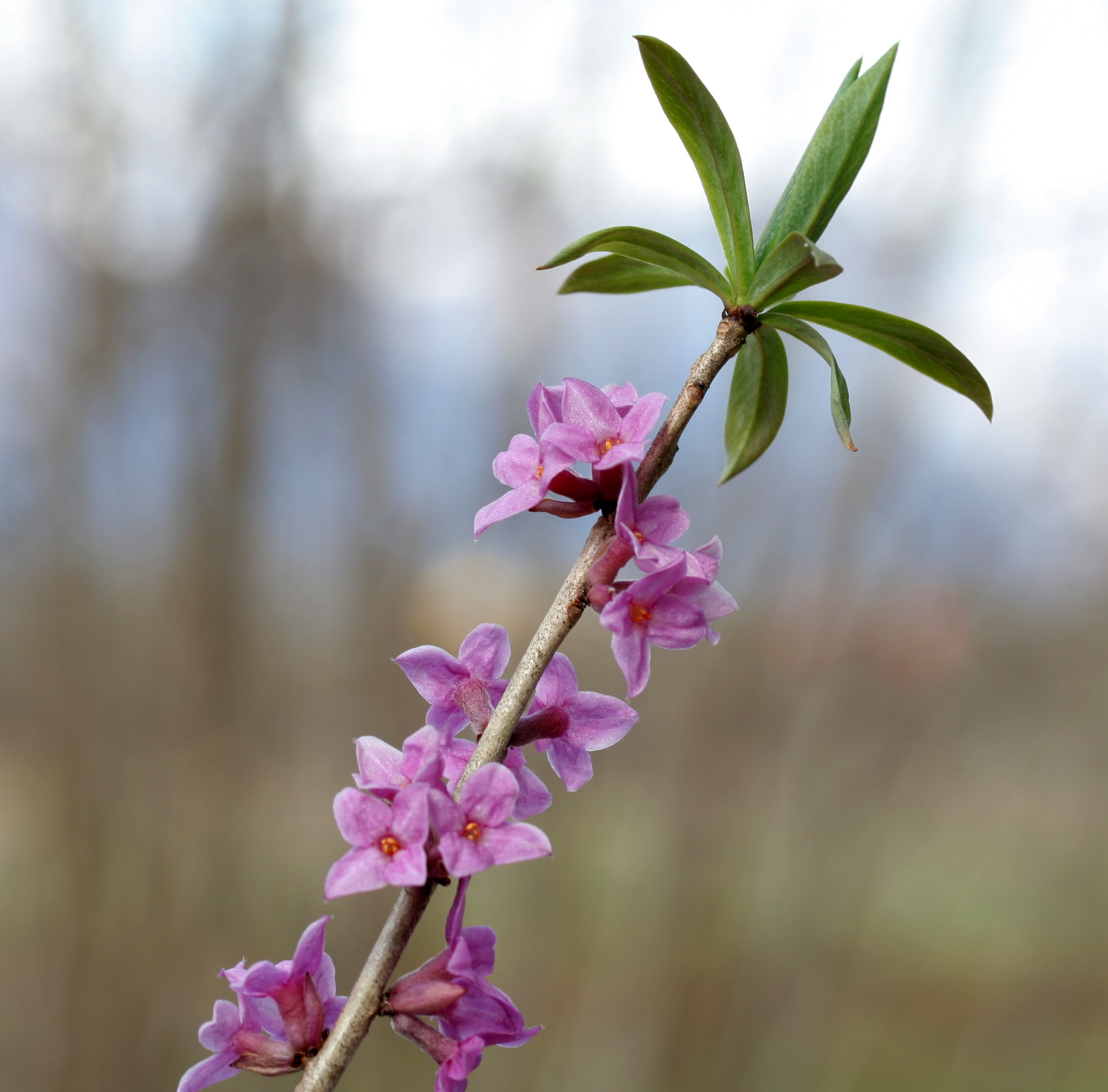
Località : Pasa, Sedico (BL), 356 m s.l.m. - 19/3/2009
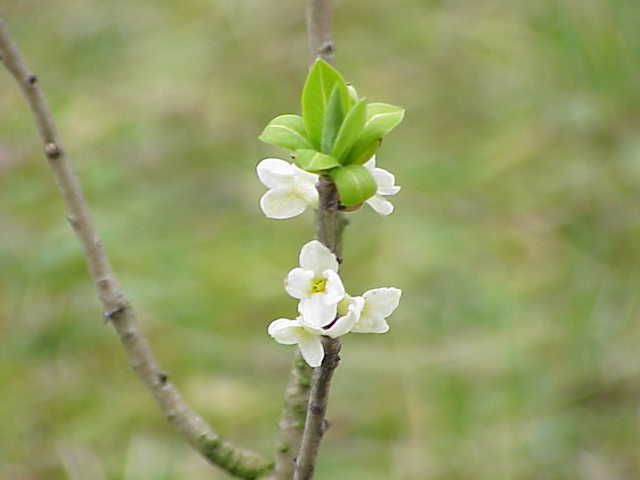
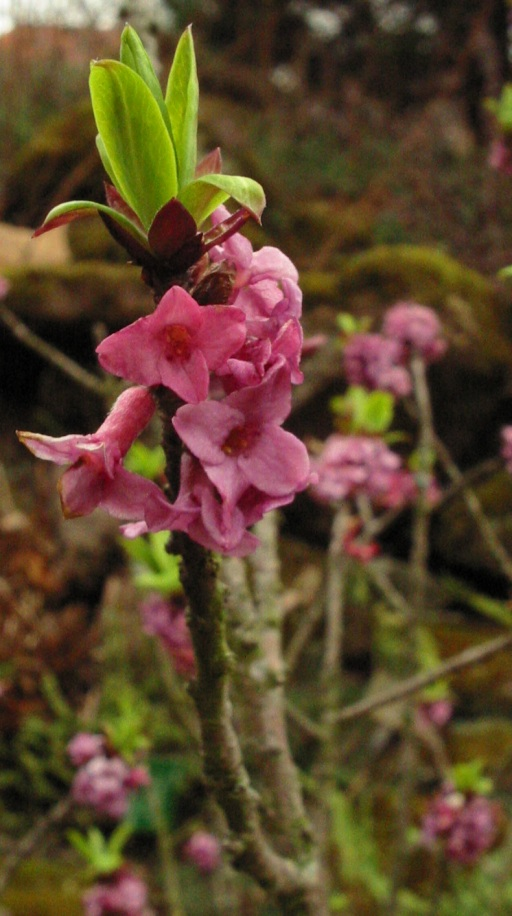